# Nephodia albidior
Nephodia albidior är en fjärilsart som beskrevs av Paul Dognin 1908. Nephodia albidior ingår i släktet Nephodia och familjen mätare. Inga underarter finns listade i Catalogue of Life.